# Vireó de la Hispaniola
El vireó de la Hispaniola (Vireo nanus) és un ocell de la família dels vireònids (Vireonidae).

## Hàbitat i distribució
Habita vegetació àrida de les terres baixes i turons de la Hispaniola i l'illa de la Gonâve.